# Maren Ade
Maren Ade (Karlsruhe, 12 december 1976) is een Duits filmregisseuse, scenarioschrijfster en filmproducente.

## Biografie
Maren Ade werd in 1976 geboren in Karlsruhe. Ze studeerde vanaf 1998 productie en media aan de Hochschule für Fernsehen und Film  in München (HFF München). Ze breidde later haar studie uit met filmregie. In 2000 richtte ze samen met Janine Jackowski de filmproductiefirma Komplizen Film op, waarmee ze in 2003 hun HFF-afstudeerfilm Der Wald vor lauter Bäumen produceerden. De film werd in een aantal internationale filmfestivals vertoond en kreeg de speciale juryprijs op het Sundance Film Festival in 2005. Haar tweede speelfilm Alle anderen behaalde op het internationaal filmfestival van Berlijn 2009 de Grote prijs van de jury (Zilveren Beer) en de Zilveren Beer voor beste actrice (Birgit Minichmayr). Haar derde film Toni Erdmann uit 2016 was nog succesvoller en werd bekroond met onder andere de Gouden Iris op het filmfestival van Brussel, de FIPRESCI-prijs op het filmfestival van Cannes, vijf Europese Filmprijzen (o.a. beste film, beste regie en beste scenario) en een selectie als Duitse inzending voor de beste niet-Engelstalige film voor de 89ste Oscaruitreiking.
Ze leeft met de Duitse regisseur Ulrich Köhler en hun kinderen in Berlijn.

## Filmografie

### Regie en scenario
- 2016: Toni Erdmann
- 2009: Alle anderen
- 2003: Der Wald vor lauter Bäumen
- 2001: Vegas (kortfilm)
- 2000: Ebene 9 (kortfilm)

### Producente
- 2016: Scarred Hearts van Radu Jude (als producente)
- 2015: Hedi Schneider steckt fest van Sonja Heiss (als producente)
- 2015: As Mil e Uma Noites van Miguel Gomes (als co-producente)
- 2014: Über-Ich und Du van Benjamin Heisenberg (als producente)
- 2014: Love Island van Jasmila Zbanic (als co-producente)
- 2013: Tanta Agua van Ana Guevara und Leticia Jorge (als co-producente)
- 2013: Redemption kortfilm van Miguel Gomes (als co-producente)
- 2012: Tabu – Eine Geschichte von Liebe und Schuld van Miguel Gomes (als co-producente)
- 2012: Die Lebenden van Barbara Albert (als co-producente)
- 2011: Schlafkrankheit van Ulrich Köhler (als producente)
- 2006: Hotel Very Welcome van Sonja Heiss (als producente)

## Prijzen en nominaties
De belangrijkste:
| Jaar | Prijs                                   | Categorie                                  | Voor                            | Uitslag  |
| ---- | --------------------------------------- | ------------------------------------------ | ------------------------------- | -------- |
| 2017 | Locarno Festival                        | Raimondo Rezzonico Preis                   | productiebedrijf Komplizen Film | Gewonnen |
| 2016 | Brussels Film Festival                  | Gouden Iris                                | Toni Erdmann                    | Gewonnen |
| 2016 | Europese Filmprijs                      | Beste Regie, Beste Script                  | Toni Erdmann                    | Gewonnen |
| 2016 | Filmfestival van Cannes                 | FIPRESCI-prijs                             | Toni Erdmann                    | Gewonnen |
| 2009 | Internationaal filmfestival van Berlijn | Grote prijs van de jury (Zilveren Beer)    | Alle anderen                    | Gewonnen |
| 2005 | Sundance Film Festival                  | Special Jury Award World Cinema – Dramatic | Der Wald vor lauter Bäumen      | Gewonnen |